# 蒂库尔
蒂库尔（法語：Thicourt，法語發音：[tikuʁ]；洛林语：Thico）是法国摩泽尔省的一个市镇，属于福尔巴克-布莱摩泽尔区。

## 地理
蒂库尔（48°59'20"N, 6°33'22"E）面积5.5 平方千米，位于法国大東部大區摩泽尔省，该省份为法国东北部内陆省份，是洛林的一部分，西南接默尔特-摩泽尔省，东临下莱茵省，北与卢森堡和德国接壤。
与蒂库尔接壤的市镇（或旧市镇、城区）包括：阿兰库尔、布吕朗日、安什维尔、福尔克蒙、曼维莱尔、马尼、通维尔。

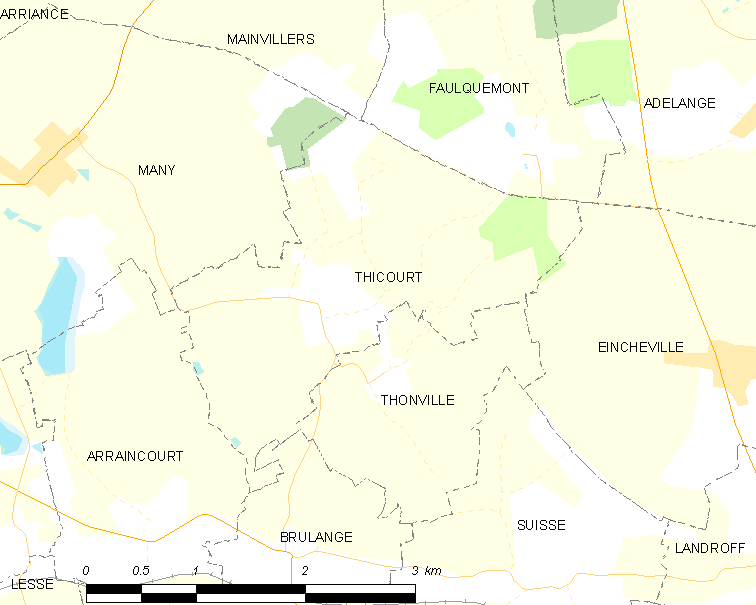
蒂库尔的OSM定位图

蒂库尔的时区为UTC+01:00、UTC+02:00（夏令时）。

## 行政
蒂库尔的邮政编码为57380，INSEE市镇编码为57670。

## 政治
蒂库尔所属的省级选区为福尔克蒙县。

## 人口

1962-2008年间蒂库尔人口变化图示

蒂库尔于2022年1月1日时的人口数量为133人。